# Le Futur Avenir
Le Futur Avenir (Days of Future Future) est le dix-huitième épisode de la vingt-cinquième saison de la série télévisée Les Simpson et le 548e épisode de la série. Il est sorti en première sur la chaîne américaine Fox le 13 avril 2014.

## Synopsis
Marge découvre un matin en se levant que des restes de nourriture sont dispersés dans toute la maison, le fautif étant Homer qui s'est goinfré toute la nuit. Elle l'exhorte à manger moins pour préserver son espérance de vie, il décide de faire enfin des efforts et monte rapidement l'escalier pour l'annoncer à Marge, mais fait une chute mortelle. Lors de son enterrement, le professeur Frink débarque et révèle qu'il a fait une copie d'Homer en extrayant ses souvenirs et en les mettant dans un clone. Marge espère qu'il mènera une vie plus raisonnable, mais Homer fait le contraire, ressuscitant à chaque fois dans un nouveau corps. Mais 30 ans plus tard, à un énième enterrement, le professeur Frink déclare qu'il n'a pu ramener Homer à la vie. Une copie de son cerveau est malgré tout mise sur une clé USB pour pouvoir faire apparaître sa tête sur un écran, mais Marge n'en peut plus et éjecte Homer en confiant la clé à Bart.
Celui-ci a beaucoup de mal à oublier son ex-femme, Jenda, qui est en ménage avec un alien, pendant que Lisa et Milhouse, mariés, se disputent tout le temps. Quand ce dernier se fait mordre par un zombie dans une soupe populaire, il reçoit des injections anti-zombie, mais Lisa se rend compte lors d'une attaque où il neutralise les agresseurs, qu'elle préfère sa nouvelle personnalité. Bart se rapproche à nouveau de Jenda, quand celle-ci est quitté par son compagnon alien.

## Réception
Lors de sa première diffusion l'épisode a attiré 3,64 millions de téléspectateurs.